# Teresa Teng
Teresa Teng, nach Pinyin Deng Lijun, (chinesisch 鄧麗君, Pinyin Dèng Lìjūn, W.-G. Teng Li-chün, Geburtsname 鄧麗筠,  Dèng Lìyún; * 29. Januar 1953 in Baozhong, Landkreis Yunlin, Republik China (Taiwan); † 8. Mai 1995 in Chiang Mai, Thailand) war eine taiwanische Popsängerin. Mit ihrer sanften Stimme war sie eine herausragende Exponentin des Mandopop in ihrer Ära und war populär bei der chinesischen Gemeinschaft weltweit.

## Biografie
Teresa Teng wurde in der Gemeinde Baozhong (褒忠鄉) im taiwanischen Landkreis Yunlin geboren. Sie hatte drei ältere und einen jüngeren Bruder. Im Alter von fünf Jahren begann sie, ihren Vater zu Aufführungen der Peking-Oper zu begleiten. Mit zehn Jahren gewann sie den Huangmei-Oper-Gesangswettbewerb. 1967 brach sie ihre Ausbildung an der Ginling Girls High School ab, um ihre Gesangskarriere mit Universal Records zu beginnen.
1973 ging sie nach Japan und veröffentlichte dort erfolgreich ihr erstes japanisches Album. Es folgten Auftritte in Hongkong, den USA und Kanada. Teresa Teng besuchte nie die Volksrepublik China. Zwar war ihre Musik dort sehr bekannt und beliebt, galt aber in den 1960ern und 1970er Jahren offiziell als dekadent und als so genannte gelbe Musik.
Sie trat 1989 in Paris auf, als die Proteste auf dem Tian’anmen-Platz begannen, und unterstützte die demonstrierenden Studenten. 1992 entschied Liu Zhongde, der damalige Kulturminister der Volksrepublik China, Teresa Teng einzuladen. Wegen politischer Verwicklungen wurde diese Einladung aber nie offiziell ausgesprochen.
Teresa Teng starb während einer Reise durch Thailand in Chiang Mai an einem Asthmaanfall im Imperial Mae Ping Hotel. Sie erhielt ein Staatsbegräbnis auf dem Chin Pao San Cemetery in Jinshan im taiwanischen Landkreis Taipeh.

## Musik
Das Repertoire von Teresa Teng war bemerkenswert breit und umfasste eigene und traditionelle Lieder in verschiedensten Sprachen, wie Hochchinesisch, Taiwanisch, Kantonesisch, Japanisch, Indonesisch und Englisch.
Besondere Aufmerksamkeit erhielt ihr 1983 veröffentlichtes Album „Light Exquisite Feeling“ (淡淡幽情,  Dàndàn Yōuqíng). Es gilt als das erste Album weltweit, in dem Gedichte aus der Tang- und Song-Dynastie als Lieder dargebracht werden.
Ihr wohl bekanntestes und beliebtestes Lied ist 甜蜜蜜,  Tián Mìmì, was übersetzt „honigsüß“, „glücklich“ oder „entzückt“ heißt, aber sinnbildlich für „enge, warme Liebesbeziehung“ steht. International bekannt und ein „Klassiker“ wurde auch ihre Aufnahme von Yuèliang dàibiǎo wǒ de xīn (The Moon Represents My Heart) im Jahr 1977.

## Trivia
Die Macauer Sängerin Jenny Tseng galt als größte Konkurrentin von Teng.
Die Kuomintang-Regierung setzte Tengs Popularität im Konflikt mit dem kommunistischen China zu Propagandazwecken ein. Aus Lautsprechern auf der Insel Kinmen, aus denen das chinesische Festland mit Propaganda beschallt wurde, wurden auch Hits der Sängerin abgespielt, die diese selbst mit den Worten „Liebe Landsleute auf dem Festland, ich bin Teresa Teng“ ansagte.